# Herz-Jesu-Bildstock (Sailauf)

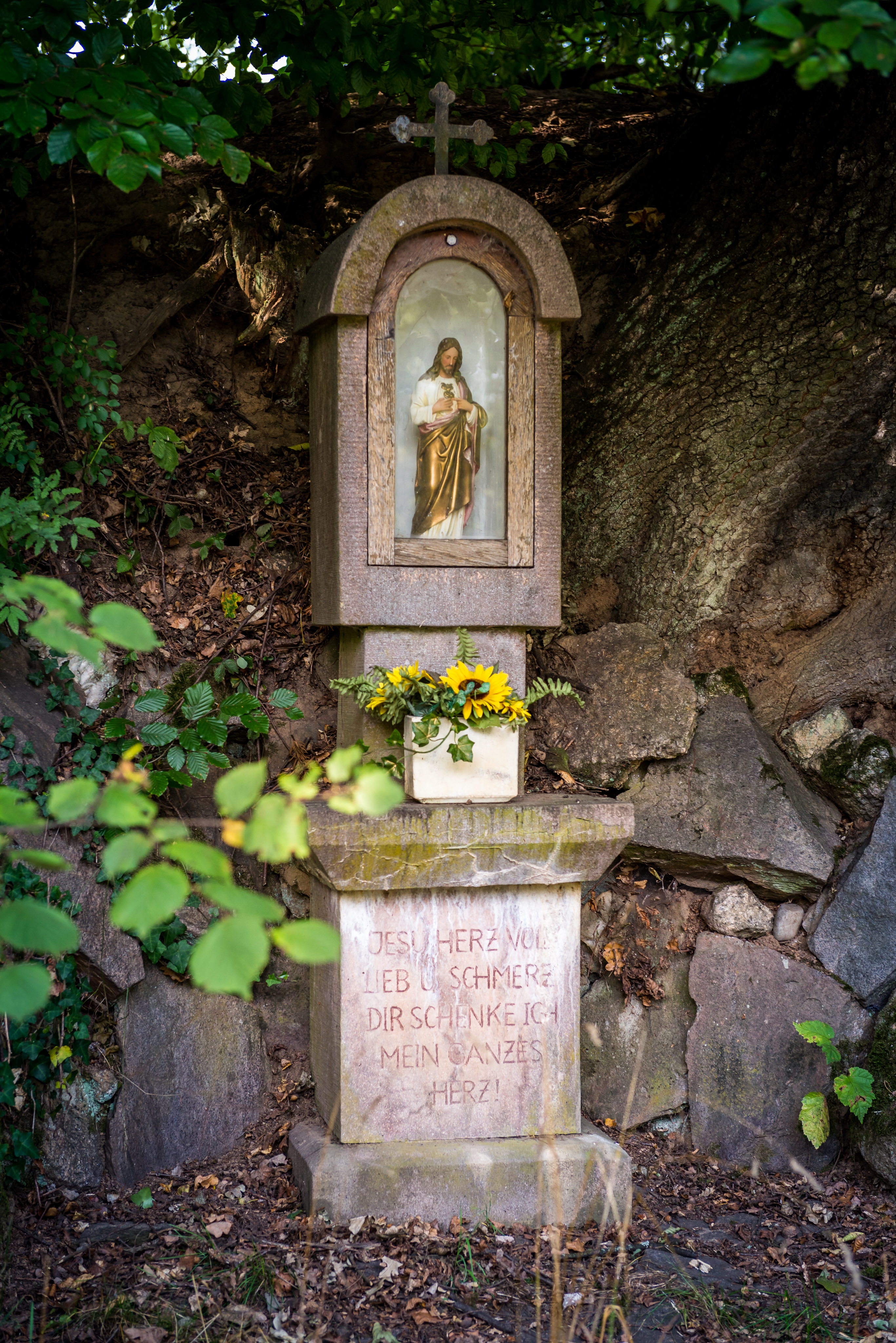
Herz-Jesu-Bildstock in Sailauf

Der Herz-Jesu-Bildstock ist ein Flurdenkmal in der unterfränkischen Gemeinde Sailauf. Der Bildstock steht unter Denkmalschutz  und ist unter Aktennummer D-6-71-150-9 gelistet. 
Der Bildstock liegt am Weg Geisenbergerstraße – Rottenberg, an der früheren Sandgrube und befindet sich in einer Nische aus befestigten Natursteinen (Feldsspatquarz und Quarzporphyr aus einem heimischen Steinbruch) zwischen zwei großen alten Eichen, Flur-Nr. 1844.

## Beschreibung
Der Bildstock ist aus Muschelkalk, die farbig gefasste Herz-Jesu-Figur aus Gips.
Auf dem dreiteiligen Sokel (Höhe 74 cm, Breite 43 bis 57 cm, Tiefe 45 cm) befindet sich eine Inschrift. Ein kurzer Schaft (30 cm hoch) trägt eine, eine Ädikula mit einem Rundbogent (Höhe 80 cm, mit Kreuz 99 cm, Breite 45 cm, Tiefe 45 cm). Die Herz-Jesu-Figur in der Nische stammt von einem unbekannten Künstler. Der mit 1942 datierte Feldaltar ist mit einem kleinen eisernen Kreuz gekrönt.
Die Inschrift in Versalien lautet:
JESU HERZ VOLL LIEB U. SCHMERZ DIR SCHENKE ICH MEIN GANZES HERZ!
Der mündliche Überlieferung nach entstand der Bildstock zum Gedenken an Ottilie Müller, geb. Stegmann. Sie wurde hier am Samstag, den 25. Juli 1942 beim Sandgraben verschüttet und ist tödlich verunglückt.